# CERT協調中心
CERT協調中心（CERT/CC）是軟體工程學院中，電腦緊急應變團隊（CERT）的協調中心。CERT協調中心研究可能影響軟體安全及網路安全的軟體錯誤，發佈其發現的資料以及研究成果，並且和企業及政府合作，提升軟體和網路的安全。

## 歷史
CERT協調中心是第一個電腦緊急應變的組織，依國防高等研究計劃署的政策，因應莫里斯蠕虫事件，於1998年11月在匹兹堡成立。CERT協調中心目前是軟體工程學院中電腦緊急應變團隊部門（CERT Division）的一部份，電腦緊急應變團隊部門中有超過150名網路安全的專家，參與主動式維護系統安全的計劃。CERT計劃和政府、企業、執法單位以及學術界合作，為了對抗大規模、複雜的網路威脅，發展先進的對應方法以及技術。
CERT計劃是軟體工程學院的一部份，屬於美國聯邦政府贊助的研發中心，在卡内基·梅隆大学內。CERT是卡内基·梅隆大学的註冊商標。

### 和US-CERT及其他CERT的關係
美國國土安全部在2003年和卡内基·梅隆大学合作，成立了US-CERT。US-CERT是美國的计算机应急响应小组（CSIRT）。US-CERT常會和CERT協調中心混淆，兩者有關係，而且都在卡内基·梅隆大学，但二個組織是不同的。US-CERT處理有關美國國家安全的事件，CERT/CC則處理一般性的事件，多半是國際性的事件。
CERT協調中心會協調US-CERT及其他電腦安全事件響應團隊（其中有些也授權使用CERT的名稱）的資訊。雖然這些組織從卡内基·梅隆大学取得使用CERT名稱的授權，這些組織是在不同國家建立的獨立組織，不是CERT/CC運作的組織。
CERT協調中心建立了事件響應及安全團隊論壇（Forum of Incident Response and Security Teams，FIRST），目的是要促進各國的CERT和企業的產品安全事件響應團隊（product security incident response team，PSIRT）合作，並且交流彼此的資訊。

## 工作範圍
CERT協調中心的研究中心分為許多不同的工作領域，其中包括有：
- 各國電腦緊急應變團隊（CERT）及企業產品安全事件響應團隊（PSIRT）的協調。
- 知識庫（Knowledge Base）以及漏洞筆記（Vulnerability Notes）的建立
- 漏洞分析工具
- 訓練。

## 爭議
在2014年時，有一個由美國聯邦政府資助的CERT研究是Tor「去匿名化行動」的核心。FBI從CERT取得的訊息也用來關閉丝绸之路2.0。  
FBI否認他們有資助卡内基·梅隆大学從事用戶的去匿名化
卡内基·梅隆大学也否認有為了符合政府的傳票而接受政府的基金。

## 外部連結
- 官方网站